# 布魯斯圖爾卡河

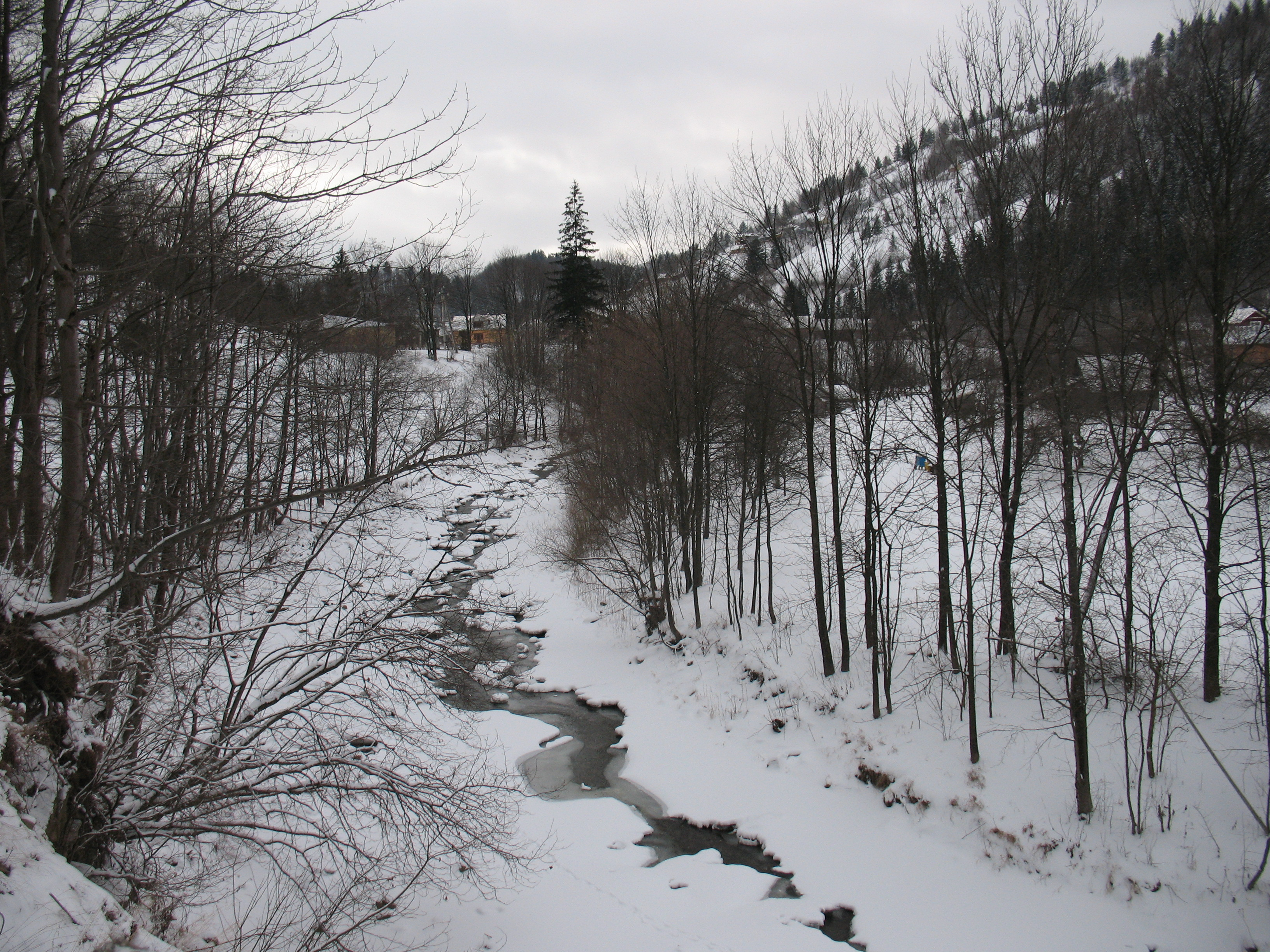

布魯斯圖爾卡河（烏克蘭語：Брустурка），是烏克蘭的河流，位於該國西部，屬於皮斯季尼卡河的支流，流經伊萬諾-弗蘭科夫斯克州，河道全長15公里，流域面積50.1平方公里。